# آدامز (نيويورك)
بلدة آدامز، نيويورك (بالإنجليزية: Adams, New York)‏ هي بلدة تقع بولاية نيويورك في الولايات المتحدة. تبلغ مساحتها (كم²)، وترتفع عن سطح البحر، بلغ عدد سكانها نسمة في عام تعداد الولايات المتحدة 2010 حسب إحصاء مكتب تعداد الولايات المتحدة.

## أعلام
- وليام إ. بلاكستون
- هنري بنجامين ويبل
- بروس س. كلارك
- يوليوس ستيرلينغ مورتون